# Skeberg
Skeberg är en by eller ett antal byar i Leksands socken, Leksands kommun.
Till Skeberg brukar räknas byarna Skålhol, Gropen och Backen. Ibland inräknas även byn Östanmor.
Bynamnet 'Skeberghe' finns belagt i den äldsta skattelängden från 1539 och består då av 7 mantal. 1549 dyker även 'Skaleholen' dvs. Skålhol upp med 2 hemman, för att 1551 inräknas under Skeberg. 1558 dyker åter Skålhol upp med 3 gårdar, medan 'Skipbergh' har 4 hemman. I Älsborgs lösen 1571 har 'Skepbergh' 10 hemman, varav 2 tidigare redovisas under Östanmor. Skebergsbyarna tillhörde vid den här tiden de fattigaste i Leksand.
Troligen fanns fäbodgårdar i Skeberg redan på 1500- och 1600-talet, men av något skäl saknas byn i fäbodinventeringen 1663. Holstenssons karta från 1668 visar 2 gårdstecken för Skålhol och 2 för Backen, samt en sågkvarn och tre skvaltkvarnar i byn. I verkligheten borde dock byn ha varit större. Tyvärr är mantalslängden 1668 osäker. 1750 års mantalslängd upptar 12 hushåll i Backen och 11 i Skålhol. I 1830 års mantalsläng redovisar 20 hushåll i Backen och 18 i Skålhol.
I samband med storskiftet avfolkades byarna, i samband med att många valde att flytta från Skebergsbyarna, till andra byar närmare centralbygden där man också hade jord, och behålla jorden i Skeberg till fäboddrift. Inte mindre än 11 familjer lämade Backen och 17 lämnade Skålhol-Gropen. Kvar blev 11 gårdar i Backen och 3 i Skålhol-Gropen. Hemfäbodgårdarnas antal i Skebergsbyarna blev efter detta 17 i Skålhol, 11 i Backen och 4 i Gropen.
Sigvard Montelius, som studerat fäbodbrukets upphörande i byn, har kunnat ange det tämligen exakt: Av 11 fäbodgårdar i Backen upphörde 4 före 1900, en 1900, en 1910, en 1918, två 1930, en 1938 och den sista 1940. I Skålhol med 17 fäbodgårdar upphörde två före 1900, elva före 1910, en 1920, två 1940 och den sista 1965. 9 av dessa stugor är idag rivna och 8 är fritidshus. I Gropen nedlades fäbodbruket 1959, och på 1980-talet fanns 5 fäbodstugor kvar, tillsammans med 3 nyare fritidshus. 1970 fanns 6 gårdar kvar i Backen, 3 i Gropen och 3 i Skålhol.
Skeberg är även känt för sitt liebruk, som under sin rätt kortvariga tid hade en ganska omfattande produktion. Bruket anlades 1884, och liarna exporterades bland annat till Norge och Kanada. Smedjan brann åren 1891, 1893 och 1907 varefter nya smedjan 1908 uppfördes i sten och tegel. Liesmedjan var den sista i Dalarna att drivas med vattenhamrar, vilka dock utbyttes mot fjäderhamrar 1921 i samband med att kraftstationen i Gråda byggdes och ån torrlades. Verksamheten nedlades 1942 på grund av brist på järn, kol och arbetskraft.
Skeberg kom redan omkring år 1900 att bli en viktig turistort. Ganska snart började även turister att skaffa sommarstugor i byn. Författaren Johan Nordling med sin hustru Gerda, författare och grafiker som 1904-05 skaffade en stuga här var några av de första. Skulptören Eric Grate skaffade en stuga här 1912, och från 1939 var han tidvis bofast, sedan han inrett en ateljé i före detta Pipar Anders Anderssons gårds uthuslänga. Andra personer här var Eric Grates syster porträttmålaren Signe Bohman och hennes man lutsångaren Gunnar Bohman, samt Sven-Olof Sandberg som bodde här under några somrar, liksom sångaren John Wilhelm Hagberg, Thor Modéen, Ulla Billqvist, Nils Perne med flera.

## Skeberg under andra världskriget
Under 1944 inrättades ett hemligt läger för utbildning av norska kommandosoldater i Skeberg, med högkvarter och kommendantbostad i Jobsgården i Skålhol. Styrkan utnyttjade också övningsområdet i det närbelägna Forleggning nr 4 för de norska polistrupperna för sin utbildning.